# The Walt Disney Story

The Walt Disney Story était une attraction-exposition des parcs Magic Kingdom et Disneyland ouverte en 1973 et consacrée à l'œuvre et l'histoire de Walt Disney.
Les deux attractions sont situées à l'entrée du parc sur la droite et donnent sur Town Square. Dans un hall une exposition étaient présentée et dans un théâtre le même film était projeté. Après la projection le visiteur revenait à l'exposition, mais les ressemblances s'arrêtaient là.

## Historique
Après la mort de Walt Disney en 1966, de nombreux membres de la société Disney se sentirent investis par la nécessité de rendre hommage au défunt fondateur. À partir de juin 1969, plus de 200 employés des Walt Disney Productions se lancent dans la visualisation des interviews faites par Walt Disney et la sélection de séquences pour réaliser un film où il raconterait lui-même son histoire.
En mars 1973, un film de 23 min fut proposé. Il était conçu comme un livre de souvenir et devait être projeté au format 2,67:1 soit près de trop écrans de large pour un de haut.

## Le film
Le film commençait par la naissance de Walt en 1901, puis son enfance à Marceline, sa participation à la Première Guerre mondiale en tant d'ambulancier puis les débuts dans l'animation à Kansas City. Ensuite il évoquait les débuts de Disney Brothers Studios à partir de 1923 avec les séries d'Alice Comedies ou de Mickey Mouse. Les films d'animation longs métrages étaient alors évoqués avec principalement Blanche-Neige, Fantasia, Alice au Pays des Merveilles et Cendrillon. La section suivante s'intéressait aux parcs à thèmes avec Disneyland et Walt Disney World Resort. Une partie du film réalisé pour promouvoir le domaine de Floride était réutilisé pour expliquer le projet d'Epcot (encore non réalisé à l'ouverture de l'attraction). En conclusion, Walt expliquait son rôle d'abeille (d'inspirateur-agitateur-catalyseur) au sein des Walt Disney Productions.

## Les attractions

### Disneyland
L'attraction de Disneyland a été installée en 1973 dans l'Opera House de Main Street, USA. Elle comprenait dans le hall une importante collection de souvenirs sur Walt Disney
À partir de 1975 à la suite de protestations contre l'arrêt de Great Moments with Mr. Lincoln, l'attraction inclut la présentation d'Abraham Lincoln à la suite du film sur Walt. L'attraction devient donc très longue, près de 40 minutes et son nouveau nom l'est tout autant The Walt Disney Story featuring Great Moments with Mr. Lincoln.
En 1984, au profit d'une mise à jour de la partie comprenant Abraham Lincoln, le film sur Walt Disney est supprimé. L'année suivante, le contenu de l'exposition sur Disney change pour inclure une maquette du Capitole américain. L'attraction garde son nom et une grande partie de l'exposition souvenirs, mais de nombreuses visiteurs considérèrent que l'âme des lieux n'est plus le même.
- Ouverture : 8 avril 1973[1]
- Fermeture :
  - Couplage avec Great Moments with Mr. Lincoln : 12 février 1975[1]
  - Retrait du film : 1984
  - Retrait de l'exposition : 20 février 2005[2]
- Durée : 28 min
- Capacité : 500 places
- Situation : 33° 48′ 37″ N, 117° 55′ 07″ O
- Attractions précédentes
  - Mickey Mouse Club Headquarters[3]
  - Babes in Toyland Exhibit[3] (1961-1963)
  - Great Moments with Mr. Lincoln : 18 juillet 1965 au 1er janvier 1973
- Attractions suivantes
  - Great Moments with Mr. Lincoln : 12 juin 1975 au 20 février 2005
  - Disneyland: The First 50 Magical Years de mai 2005 à septembre 2006

### Magic Kingdom
L'attraction conçue en même temps que celle de Disneyland a été installée dans un édifice construit spécialement pour elle. Ce bâtiment est situé sur la droite de la Gulf Hospitality House derrière une cour traversée par un chemin couvert. Il accueille deux théâtres de 300 places disposés l'un derrière l'autre avec un décroché.
Le visiteur longeait le premier théâtre par le sud par un large couloir dans lequel était présenté une exposition chronologique de souvenirs de Walt Disney. Des lettres, des photographies et des objets étaient disposés sur les murs ou dans des vitrines. Le célèbre, et unique, oscar à 8 personnages, offert à Walt pour Blanche-Neige et les Sept Nains fut présenté pendant toute la longévité de l'attraction.
Ensuite le visiteur atteignait le décroché reliant les deux salles. C'était une large salle permettant l'accès aux deux théâtres où était projeté le film. Sur le long mur convexe sud, 170 personnages de Disney étaient représentés sur une fresque. Plusieurs personnages y furent ajoutés après l'ouverture de l'attraction jusqu'en 1988, date à laquelle les ajouts accaparaient trop de temps aux animateurs. L'un d'entre eux aurait déclaré ne pas être un peintre ou tout au moins vouloir ne plus passer son temps dans "cette" pièce.
- Ouverture : 15 avril 1973[1]
  - Cérémonie : 6 mai 1973
- Fermeture : 5 octobre 1992[1]
  - Accessible uniquement aux passeports annuels de 1993 à 1996.
- Capacité : 2 salles de 300 places
- Situation : 28° 25′ 00″ N, 81° 34′ 51″ O
- Partenaire :
  - Gulf Oil Company de 1973 à 1979
- Attractions temporaires[1]
  - EPCOT Center Preview Center : juin 1981 à octobre 1982
  - Disney-MGM Studios Preview : 1988 à juin 1989
- Attractions suivantes
  - Walt Disney World 25th Anniversary Welcome Center : octobre 1996 à 1997
    - Le film s'intitulait A Dream Called EPCOT

  - Walt Disney : 100 ans de magie : 2001 à 2002

À partir de 1987, l'ancien animateur à la retraite Harry Holt dessina des personnages à l'entrée de l'attraction,.